# Jean-Luc Darbellay
Jean-Luc Darbellay (Berna, 2 luglio 1946) è un compositore, direttore d'orchestra, clarinettista e medico svizzero.
È stato presidente della Società svizzera per la Nuova Musica e membro del consiglio di amministrazione della Società Internazionale di Musica Contemporanea. Darby è un membro del gruppo di compositori Groupe Lacroix. Circa 150 opere che egli ha pubblicato. Per il suo lavoro ha ricevuto l'Ordre des Arts et des Lettres. Ha lavorato a stretto contatto con Fabio Luisi.